# J. Michael Fay
J. Michael Fay (Plainfield, setembre de 1956) és un ecòleg i conservacionista estatunidenc.
És conegut pel MegaTransect, un projecte que el va portar a caminar 5.150 kilòmetres a través de l'Àfrica durant 455 dies, i també pel MegaFlyover, un projecte posterior en el que ell i el pilot Peter Ragg, durant mesos, varen volar a baixa altitud 112.654 kilòmetres en un avió petit, prenent fotografies cada vint segons. Ambdós projectes van ser patrocinats per la National Geographic Society, la qual va produir articles i documentals sobre els projectes.